# Савельев, Алексей (латвийский футболист)
Алексей Савельев (латыш. Aleksejs Saveļjevs; 30 января 1999, Рига) — латвийский футболист, полузащитник клуба «Ауда» и сборной Латвии.

## Биография

### Клубная карьера
Воспитанник молодёжных команд рижского «Сконто». В 2016 году выступал в первой лиге Латвии за РТУ. В 2017 году дебютировал в высшей лиге в составе клуба «Бабите», первый матч в чемпионате сыграл 18 марта 2017 года против РФС, а первый гол забил 22 апреля 2017 года в ворота юрмальского «Спартака». Однако его клуб был исключен из чемпионата, не доиграв до половины сезона.
В августе 2017 года перешёл в молодёжный состав итальянского клуба «Верона», сначала на правах аренды из литовского клуба, владевшего правами на игрока, а затем его контракт был выкуплен. Дважды футболиста вызывали на матчи основной команды «Вероны», но оба раза он оставался в запасе. За молодёжный состав «Вероны» провёл 59 матчей. В начале 2020 года Савельев был отдан в аренду клубу Серии С «Ренде», в феврале-марте 2020 года успел сыграть 6 матчей, в которых забил один гол, затем сезон был остановлен из-за пандемии COVID-19.
В сентябре 2020 года подписал контракт с клубом Серии С «Мантова».

### Карьера в сборной
Выступал за юниорские и молодёжные сборные Латвии, провёл более 50 матчей.
В национальную сборную Латвии впервые вызван в ноябре 2018 года перед матчами Лиги наций, но тогда остался в запасе. Дебютный матч за сборную сыграл спустя два года, 11 ноября 2020 года против Сан-Марино.